# Заявление Украины против России в Международный суд ООН (2022)
Иск Украины против России в Международный суд ООН — иск, поданный Украиной против России в Международный суд, главный судебный орган Организации Объединённых Наций, 26 февраля 2022 года, после вторжения России на Украину.
Разбирательство возбуждено Украиной по спору, касающемуся Конвенции 1948 года о предупреждении преступления геноцида и наказании за него.

## Обвинения
Украинская сторона заявила, что российское правительство ложно обвиняет Украину в проведении геноцида населения Донецкой и Луганской областей, на основании чего Россией была признана независимость двух областей, а затем начато вторжение на Украину. Также, по мнению Украины, Россия сейчас проводит военное вторжение на территорию страны, которое сопровождается грубыми и широко распространёнными нарушениями прав человека украинского населения. Помимо этого, Украина подала запрос на указание временных мер, ссылаясь на статью 41 Устава суда, что по её мнению, сможет предотвратить непоправимый ущерб правам Украины и её народа и не допустить обострения или растягивания спора между странами.

## Слушания
Первоначальные слушания по делу состоялись 7 марта 2022 года в гаагском Дворце Мира, где находится суд. Коллегию судей возглавила Джоан Донахью. Российская делегация на эти слушания не явилась.
2 февраля 2024 года суд частично отверг утверждения России, которая утверждала что иск Украины не относится к юрисдикции суда и постановил рассмотреть иск по существу. 

## Позиция России
Представитель МИД России Мария Захарова в эфире Первого канала заявила, что рассмотрение данного дела не входит в компетенцию суда.
Представители России не явились на заседание 7 марта, но представили свою письменную позицию, обозначив, что делают это из уважения к суду. В отзыве Россия заявила, что поставленный Украиной вопрос о правомерности применения силы со стороны России не относится к юрисдикции МС ООН, так как сами по себе вооружённые действия государств против друг друга Конвенция о предупреждении преступления геноцида и наказании за него не регулирует, а суд не имеет полномочий рассматривать вопросы, не относящиеся к этой конвенции. Также российская сторона заявила, что обвинения в геноциде не были первостепенными при принятии решения о вторжении и что её действия в основном опираются на нормы Устава ООН о праве на самооборону и праве наций на самоопределение.
Пресс-секретарь президента России Дмитрий Песков отметил: «Мы не сможем принять это решение во внимание. У международного суда есть такое понятие, как согласие сторон. Здесь никакого согласия быть не может. В данном случае это то, что мы не можем принять во внимание».

## Обеспечительные меры
16 марта 2022 года суд принял временные меры по иску, объяснив их необходимость тем, что за время, нужное для вынесения окончательного решения, Украине будет нанесён непоправимый ущерб. Суд приказал России прекратить военные действия на территории Украины, а также обеспечить их прекращение вооружёнными формированиями, организациями и лицами, которые могут находиться под российским руководством, контролем или при российской поддержке. Кроме того, Россия и Украина должны воздержаться от любых шагов, которые могли бы обострить или продлить данный судебный спор или сделать его более трудноразрешимым.
В начале слушаний председатель объявила, что «письмом от 5 марта 2022 года посол России в Нидерландах Александр Шульгин уведомил о том, что российские власти не намерены участвовать в устных процедурах», добавив, что суд выражает сожаление в связи с неучастием российской стороны.